# Levi Johansson

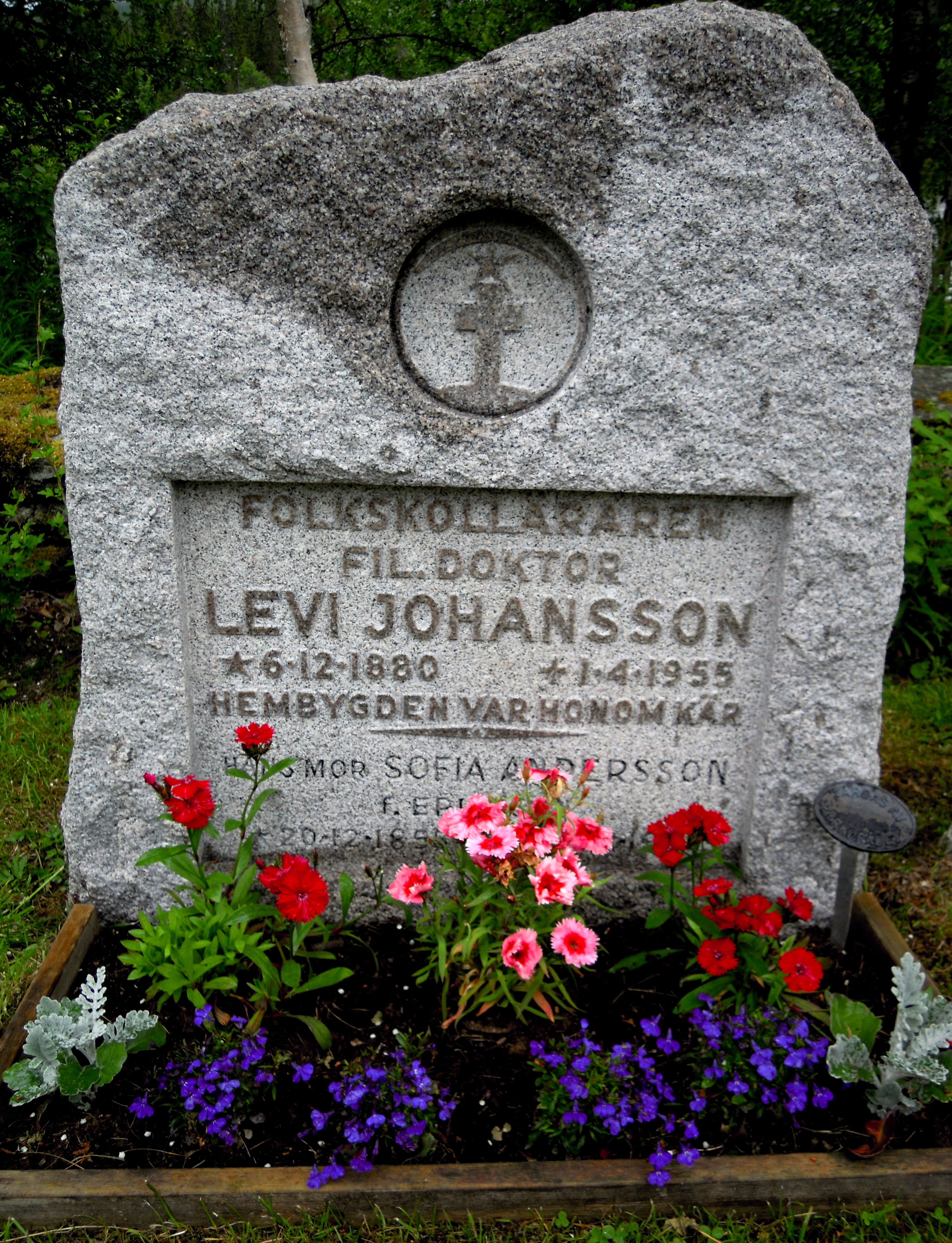
Gravstenen på Ankarede kyrkogård.

Levi Manasse Johansson, född 6 december 1880 i Stornäset i Vilhelmina socken, död 1 april 1955 i Fränsta i Torps socken, var en svensk folkskollärare, folklivsforskare och konstsmed.

## Biografi

### Barndom
Han var son till lantbrukaren Johan Johansson och Sofia Charlotta Eriksdotter och från 1918 gift med Gerda Antonia Grass. Levi Johansson tillbringade sina första år hos morföräldrarna på nybygget Stornäset vid Kultsjön i Vilhelmina socken, men flyttade vid sju års ålder till sin mor och styvfar i Raukasjö i Frostviken i nordligaste Jämtlands fjällvärld där han sedan växte upp. Han tvingades under barndomen arbeta som getare och "lilldräng" på gårdar i Frostviken, bland annat i Stora Blåsjön. Uppmuntrad av sin konfirmationspräst lyckades han av egen kraft ta sig ur den fattiga barndomsmiljön och börja studera. Den hårda uppväxtmiljön finns gripande skildrad i hans självbiografi En byskollärares minnen (1944).

### Lärare
Johansson avlade småskollärareexamen vid seminariet i Östersund 1899, och var sedan lärare vid Sjoutnäsets skola i Frostviken. Han avlade 
1906 folkskollärareexamen vid seminariet i Härnösand, och verkade därefter som folkskollärare på ett flertal platser, den längsta tiden i Fränsta under åren 1921–1941.

### Etnolog
Levi Johansson var under en följd av år insamlare av folkminnen för Nordiska museet och dialekter för Landsmålsarkivet i Uppsala (ULMA). Redan 1905, under seminarietiden i Härnösand, började han göra uppteckningar från mellannorrland för museet i Stockholm och ULMA. Hans uppteckningar omfattade folktro, folkmedicin, sägner, dialekter, levnadsförhållanden, och enskilda personers levnadsöden. Uppgifterna byggde både på hans egna upplevelser och omfattande intervjuer med äldre personer. Särskilt intresserade han sig för nybyggarna i fjällsocknen Frostviken.
Han samlade in 16.000 ord från Jämtland till Landsmålsarkivet. Han publicerade från 1907 många artiklar om Frostviken i Östersunds-Posten samt i Jämtlands läns museums årsskrift Jämten. Levi Johanssons mest berömda verk är boken Bebyggelse och folkliv i det gamla Frostviken (1947). Han gjorde sig även känd som en fängslande föreläsare, och framträdde också med många föreläsningar i Sveriges Radio.
Han blev 1944 korresponderade ledamot av Kungliga Gustav Adolfs Akademien för svensk folkkultur i Uppsala.
Som konsthantverkare utförde han konstföremål i smide, och för Vikens kapell i Frostviken tillverkade han ljuskronor och smidesljusstakar. 
Levi Johanssons grav finns på Ankarede kapells kyrkogård, och han bidrog själv till utsmyckningen av kapellet 1939.

## Utmärkelser
- Hedersledamot av Samfundet för hembygdsvård (1943)
- Hedersledamot vid Norrlands nation (1949)
- Hedersdoktor vid Uppsala universitet (1949)